# Міноміні-Фоллс (Вісконсин)
Міноміні-Фоллс (англ. Menomonee Falls) — селище (англ. village) в США, в окрузі Вокеша штату Вісконсин. Населення — 38 527 осіб (2020).

## Географія
Міноміні-Фоллс розташоване за координатами 43°9′34″ пн. ш. 88°7′17″ зх. д. / 43.15944° пн. ш. 88.12139° зх. д. (43.159363, -88.121527).  За даними Бюро перепису населення США в 2010 році селище мало площу 86,26 км², з яких 85,26 км² — суходіл та 1,01 км² — водойми.

## Демографія
Згідно з переписом 2010 року, у селищі мешкало 35 626 осіб у 14 567 домогосподарствах у складі 10 028 родин. Густота населення становила 413 осіб/км².  Було 15142 помешкання (176/км²).
Расовий склад населення:
| - 91,6 % — білих - 3,5 % — азіатів - 3,0 % — чорних або афроамериканців - 0,2 % — корінних американців |

До двох чи більше рас належало 1,3 %. Частка іспаномовних становила 2,0 % від усіх жителів.
За віковим діапазоном населення розподілялося таким чином: 23,0 % — особи молодші 18 років, 59,2 % — особи у віці 18—64 років, 17,8 % — особи у віці 65 років та старші. Медіана віку мешканця становила 43,3 року. На 100 осіб жіночої статі у селищі припадало 93,2 чоловіків;  на 100 жінок у віці від 18 років та старших — 90,5 чоловіків також старших 18 років.
Середній дохід на одне домашнє господарство  становив 89 777 доларів США (медіана — 73 350), а середній дохід на одну сім'ю — 109 449 доларів (медіана — 90 389). Медіана доходів становила 61 210 доларів для чоловіків та 47 428 доларів для жінок. За межею бідності перебувало 3,7 % осіб, у тому числі 4,1 % дітей у віці до 18 років та 6,9 % осіб у віці 65 років та старших.
Цивільне працевлаштоване населення становило 18 839 осіб. Основні галузі зайнятості: освіта, охорона здоров'я та соціальна допомога — 23,8 %, виробництво — 20,8 %, роздрібна торгівля — 13,1 %, науковці, спеціалісти, менеджери — 9,7 %.